# Атту (Гренландия)
Атту (гренл. Attu) — деревня в коммуне Каасуитсуп, западная Гренландия, расположена на острове в проливе Дейвиса, около залива Диско. Население — 226 человек (данные 2010 года).

## Транспорт
Air Greenland осуществляет в зимнее время перевозки вертолетом из вертодрома Атту в аэропорт Аасиаат и вертодром Кангаатсиак в рамках контракта с государством.
Летом и осенью, когда в заливе Диско открыта навигация, сообщение между поселениями происходит только по морю, его осуществляет Diskoline. Паром связывает Атту с Кангаатсиаком и через него с Игиниарфиком, Икерасаарсуком, Ниакорнаарсуком, и Аасиаатом .

## Население
В Атту в течение долгого времени наблюдается сильное уменьшение населения. Число проживающих в поселении уменьшилось на 36 процентов по сравнению с 1990, и более чем на четверть относительно 2000 года, и оно продолжает уменьшаться.